# Wieża Trynitarska w Lubaniu
Wieża Trynitarska – pozostałość dawnego kościoła Świętej Trójcy znajdująca się w Lubaniu, w województwie dolnośląskim.

## Historia
Dokładna daty budowy świątyni nie jest znana. Najczęściej jednak uważa się, że odbyła się ona w pierwszej połowie XIII wieku. Od 1760 roku, kiedy to kościół został zniszczony przez pożar, z budowli zachowały się tylko ruiny. Dopiero w 1879 roku została rozebrana jej zasadnicza bryła, oprócz wieży, która zachowała się do czasów współczesnych. Mieszkańcy miasta przed 1945 rokiem nazywali ją Pfarrkirchturm (wieżą kościoła parafialnego) lub Glockenturm (wieżą dzwonniczą). Z kolei Polacy najczęściej nazywają ją Wieżą Trynitarską, która jest nawiązaniem do łacińskiego terminu trinitas, oznaczającego trójcę. Do 1951 roku na wieży wisiały cztery staliwne dzwony odlane w 1921 roku w odlewni Lauchammer w Torgau. Zostały one przeniesione do wieży Archikatedry św. Jana Chrzciciela we Wrocławiu.

## Architektura
Wieża przez około pięć wieków była nieodłączną częścią świątyni parafialnej i razem z nią ulegała licznym przekształceniom architektonicznym. Świątynia był oryginalnie budowlą orientowaną, wybudowaną na planie krzyża w stylu romańskim. Wieża była dostawiona do jej nawy głównej od strony zachodniej. Zapewne tylko dwa z jej boków były odsłonięte, czyli południowy i zachodni. Z kolei pozostałe połączone były bezpośrednio z główną bryłą kościoła. W XV wieku w konstrukcji świątyni zostały wprowadzone gruntowne zmiany, które nadały jej wyraźne cechy stylu gotyckiego. W ten sposób powstała rozciągnięta w stronę budynku szkoły trzynawowa świątynia. Wieża została również przebudowana. Trudno jednak obecnie ustalić, w jakim stopniu została zmieniona jej konstrukcja. Zarówno wieża, jak i świątynia zostały zbudowane z bazaltowego kamienia łamanego oraz cegły.